# Uchquduq
Uchquduq es una localidad de Uzbekistán, en la provincia de Navoi.
Se encuentra a una altitud de 202 m sobre el nivel del mar. 

## Demografía
Según estimación 2010 contaba con una población de 35423 habitantes.